# انبعاث كتلي إكليلي
الانبعاث الكتلي الإكليلي (CME) انفجار هائل من الرياح الشمسية، وغيرها من بلازما النظائر الخفيفة، والمجالات المغناطيسية التي ترتفع فوق الهالة الشمسية أو تطرح بها في الفضاء الخارجي.

## وصف

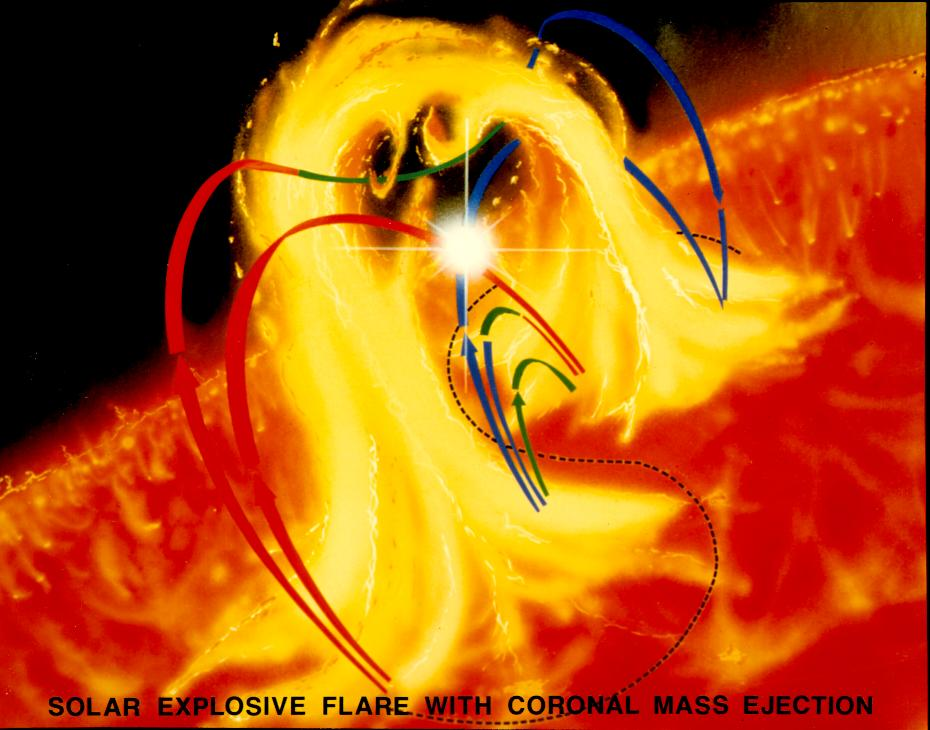
انبعاث كتلي إكليلي نتيجة لتواصل خطوط المجال المغناطيسي.

الانبعاث الكتلي الإكليلي يحصل بإطلاق كميات هائلة من المواد والمجالات المغناطيسية و الإشعاع الكهرومغناطيسي في الفضاء فوق سطح الشمس، سواء بالقرب من الإكليل أو أبعد في نظام الكواكب أو حتى بعده (يسمى الانبعاث الكتلي الإكليلي بين الكواكب). المادة المطروحة هي البلازما وتتألف أساسا من الإلكترونات البروتونات، ويرتبط هذا مع تغيرات هائلة واضطرابات في المجال المغناطيسي الاكليلية ومما لا شك فيه أنها قد تؤثر على الأرض أيضا.